# Ernst Arndt
Ernst Arndt (Magdeburgo, 3 febbraio 1861 – Treblinka, 1942) è stato un attore tedesco, molto popolare nei teatri viennesi del primo Novecento.

## Biografia
Dopo aver intrapreso la brillante carriera di attore teatrale, divenne molto popolare soprattutto a partire dal 1910 per le rappresentazioni al celebre teatro viennese Burgtheater. Grazie al suo talento partecipò a diverse pellicole cinematografiche dell'epoca, in ruoli di primo piano. Il 13 marzo 1931 venne insignito della cittadinanza onoraria della città di Vienna.
Il 10 luglio 1942 venne catturato dai nazisti e condotto al campo di concentramento di Theresienstadt all'età di 81 anni, e il 23 settembre successivo fu deportato al famigerato campo di sterminio di Treblinka dove, molto presumibilmente, morì subito dopo.

## Filmografia
La filmografia - basata su IMDb - è completa.
- Herbstzauber, regia di Emil Albes (1910)
- Der Umweg zur Ehe, regia di Robert Wiene (1919)
- Seine Durchlaucht der Landstreicher
- Licht und Schatten
- Die Tragödie eines verschollenen Fürstensohnes, regia di Alexander Korda (1922)
- Sansone e Dalila (Samson und Delila), regia di Alexander Korda (1922)
- Der Prinz von Arkadien, regia di Karl Hartl (1932)
- Die grausame Freundin, regia di Carl Lamac (1932)
- Angeli senza paradiso (Leise flehen meine Lieder), regia di Willi Forst (1933)
- Wenn du jung bist, gehört dir die Welt, regia di Henry Oebels (1933)
- Bretter, die die Welt bedeuten, regia di Kurt Gerron (1934)